# Idole de Dagenham
L'idole de Dagenham est une statue en bois représentant une figure humaine nue, découverte en 1922 à Dagenham, dans l'Essex, à l'est de Londres, en Angleterre. La statue a été datée au carbone 14 d'environ 2250 av. J.-C., ce qui correspond au Néolithique final et en fait l'une des plus anciennes représentations humaines trouvées en Angleterre.

## Historique
La statue a été trouvée dans un marais sur la rive nord de la Tamise, à l'est de Londres, au sud de Ripple Road à Dagenham, lors de travaux d'excavation pour des canalisations d'égout en 1922, aujourd'hui sur le site de Ford Dagenham. Elle a été enterrée dans une couche de tourbe à environ 3 mètres de profondeur, près du squelette d'un cerf. La statue a peut-être été enterrée avec le cerf en guise de sacrifice votif de fertilité.

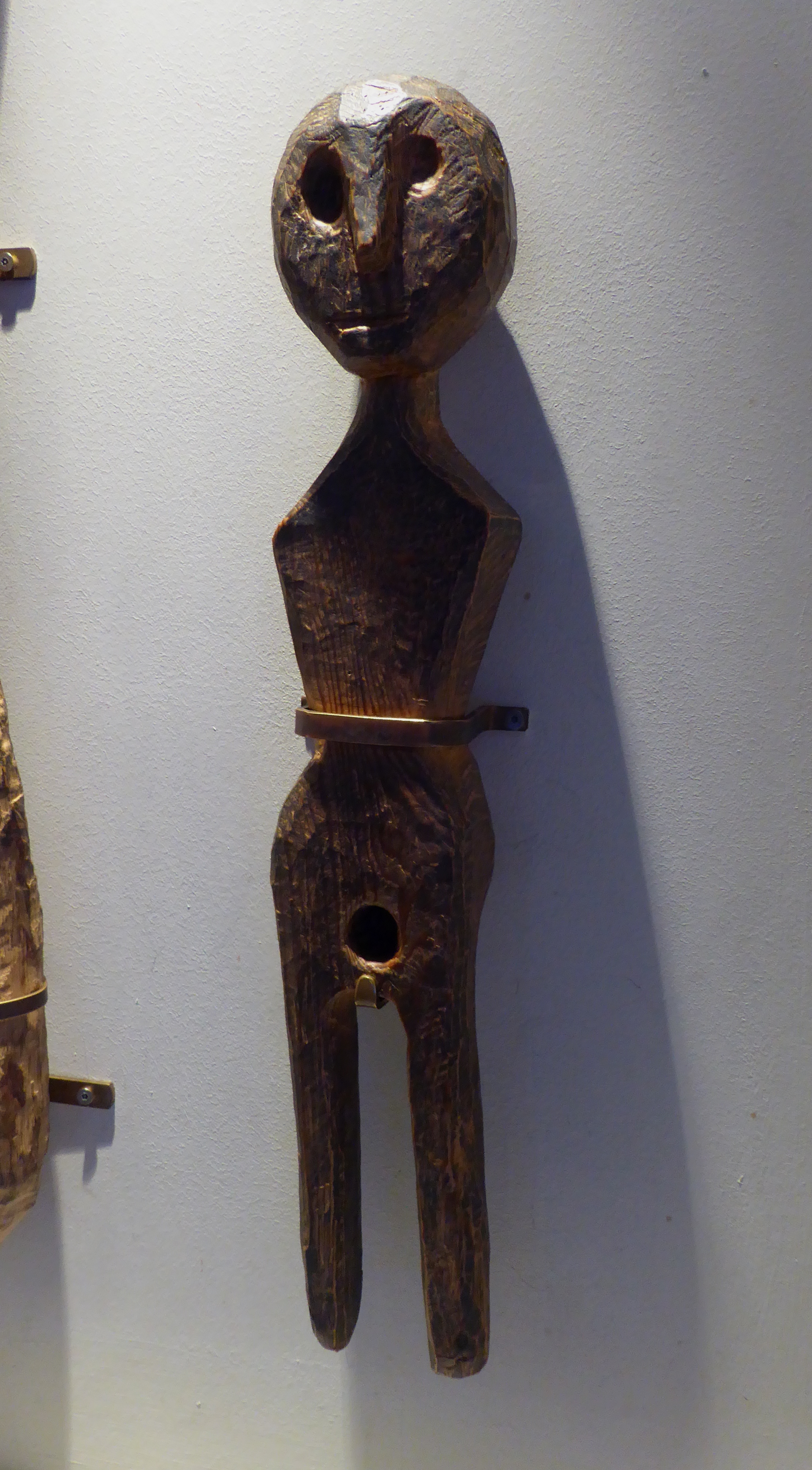
Réplique de l'idole de Dagenham au Musée de Londres en 2018

## Description
La statue est faite de pin sylvestre et mesure 46 cm de haut. Elle a deux jambes mais pas de bras, des hanches et des fesses qui se rétrécissent jusqu'à la taille puis s'élargissent jusqu'aux épaules, et une tête arrondie. Des marques droites sont tracées sur les deux jambes. Un trou dans la région pubienne peut être interprété comme indiquant une femme, mais l'insertion d'une tige phallique (aujourd'hui perdue) indiquerait un homme.
L'œil gauche semble avoir été endommagé : bien qu'il n'y ait pas de lien direct, ce dommage est similaire au sacrifice d'un œil par Odin à la fontaine de Mímir en échange de la sagesse dans le mythe nordique. Bryony Coles suggère qu'« Odin borgne peut être considéré comme un successeur possible des figures en bois au sexe ambigu et aux yeux gauches bizarres, si ce n'est pas plus ».

## Conservation
La statue originale appartient au musée du château de Colchester, qui l'expose depuis 2010 au Valence House Museum (en), à Dagenham. Une copie se trouve au Musée de Londres.